# Sirenen um Mitternacht
Sirenen um Mitternacht ist ein US-amerikanischer Kriminalfilm aus dem Jahr 1930 von Tod Browning mit Mary Nolan und Edward G. Robinson in den Hauptrollen. Der Pre-Code-Film wurde von Universal Pictures produziert und sowohl in einer stummen als auch in einer Tonversion gedreht.

## Handlung
Cobra Collins, ein Bandenführer, verlangt einen 50:50-Anteil an den Einnahmen aus einem von Fingers O’Dell geplanten Banküberfall. Connie Madden, die mit Fingers verbündet ist, lernt Cobra kennen, um ihn von der Spur abzubringen. Fingers führt den Raub aus und versteckt sich mit Connie in einer angemieteten Wohnung. Sie freunden sich mit dem 4-jährigen Nachbarsjungen an, erfahren jedoch, dass sein Vater der Polizeicaptain O’Reilly ist. 
Cobra entdeckt den Ort ihres Verstecks und ruft kurz vor der Ankunft des Polizeicaptains an. Bei einem Schusswechsel werden der Polizist sowie Cobra und Fingers schwer verletzt. Während Connie einen Arzt ruft, sucht Cobra verzweifelt nach seinem Anteil am Geld und stirbt bei einem Fluchtversuch. Als Connie und Fingers vor Gericht gestellt werden, erhalten sie milde Strafen, weil sie das Leben des verwundeten Polizisten gerettet haben.

## Hintergrund
Der Film war eine Ton-Neuverfilmung eines Stummfilms aus dem Jahr 1920, den Produzent und Regisseur Tod Browning für Universal gedreht hatte. In der Hauptrolle war Lon Chaney sr. zu sehen, der zu stark an Kehlkopfkrebs litt, um seine Rolle noch einmal zu übernehmen. Chaney starb am 26. August 1930.
Alle Charakternamen aus der Version von 1920 wurden geändert. Ein Teil der Geschichte spielte sich in der früheren Version in Chinatown in San Francisco ab, diese Nebenhandlung wurde aus dem Remake vollständig gestrichen.
Laut einem Produktionsverzeichnis begannen die Dreharbeiten am 21. Mai 1930.
Carl Laemmle jr. beklagte, dass in zu vielen neuen Tonfilmen „plappernde Dialoge“ missbraucht würden. Er erklärte, dass Brownings Film weniger Dialoge enthalte als jeder andere Tonfilm, den Universal bisher gemacht habe. Laemmle bemerkte, dass die Filmemacher das Drama „pantomimisch“ eingefangen und durch gesprochene Worte verstärkt hätten, das Ergebnis sei verblüffend.
Verantwortliche Toningenieure waren William Hedgcock und C. Roy Hunter. Die Musik der Stummfilmversion stammte von Cecil Arnold, Sam Perry und Heinz Roemheld.

## Veröffentlichung
Die Premiere des Films fand am 29. August 1930 in New York statt. 1933 kam er im Deutschen Reich und in Österreich in die Kinos.

## Kritiken
Mordaunt Hall von der The New York Times befand, dass das kompetente Schauspiel der Hauptdarsteller eine Reihe unglaublicher Vorfälle nicht wettmachen könne. Dies sei ein weiterer Gaunerfilm, in dem die Kriminellen eine Zeit lang clever genug seien, der begriffsstutzigen Polizei Sand in die Augen zu streuen. Am Ende jedoch setze sich das Gesetz durch, was für diesen Film spreche.